# Johann Rudolf von Merian
Johann Rudolf von Merian (* 1717 in Basel; † 31. März 1784 in Groß Salza) war ein preußischer Generalmajor, Chef des Leibkürassierregiments sowie Amtshauptmann von Dreyleben und Sommerschenburg.

## Leben

### Herkunft
Johann Rudolf entstammt dem Schweizer Geschlecht Merian, das sich den Adelsstand in französischen Diensten erworben hat. Sein Vater war Johann Rudolf Merian, die Mutter Abela, geborene Tiedemann. Er war in Itzehoe stationiert – daher wurde Merian in Holstein erzogen.

### Militärlaufbahn
Merian studierte von 1729 bis 1732 in Basel und ging danach in dänische Dienste. Von 1733 bis 1737 war er dänischer Kadett, danach nahm er seinen Abschied. Er nahm an Rhein-Feldzug 1735 teil, bei den Kämpfen am Kloster Clausen wurde er verwundet. Nach seinem Abschied reiste er unter anderem nach England. 1741 ging er in preußische Dienste, kam als Fahnenjunker in das Dragonerregiment Nr. 9 und im gleichen Jahr wurde er Fähnrich und Sekondeleutnant. Während des Ersten Schlesischen Krieges deckte er mit der Truppe den Rückzug aus Mähren. Dabei führte er eine gefährliche Patrouille von Polsnowitz nach Cremsic.
Im Jahr 1747 wurde er Premierleutnant. Während des Siebenjährigen Krieges wurde er 1759 Stabskapitän, Kapitän und kurz danach Major. 1757 kämpfte er in der Schlacht bei Prag. 1758 verteidigte der Oberstleutnant Zastrow mit 400 Pferden einen Konvoi gegen das Korps Loudon. Merian erhielt den Auftrag, die Deckung der Artillerie und der Pontons zu übernehmen und hinter Goldberg in Sicherheit zu bringen. In der Schlacht bei Kunersdorf war er bei der Reserve, als seine Eskadron zur Rettung von 3000 Infanteristen geschickt wurde. Dabei hatte das Regiment viele Tote und Verwundete zu beklagen. Die Eskadron, welche von drei russischen Grenadier-Eskadrons angegriffen worden war, verlor 50 Pferde. Auch Merian selbst wurde schwer verletzt und für tot gehalten vom Schlachtfeld getragen.
Bei Meuro war er an der Gefangennahme des Feldmarschallleutnants Gemmingen dabei. Durch seine Tapferkeit erhielt er den Orden Pour le Mérite. 1759 geriet er im Gefecht von Maxen in Gefangenschaft, aus der er 1762 ausgetauscht wurde. In der Schlacht bei Freiberg führte er mit acht Eskadronen den Angriff auf die feindliche Kavallerie. 1769 wurde Merian Kommandeur des Regiments, 1771 Oberstleutnant und am 22. Mai 1772 Oberst. Am 16. Januar 1779 wurde er Generalmajor und Chef des Leibkürassierregiments. Er wurde aber immer schwächer und erhielt daher 1782 seine Entlassung mit einer Pension von 1500 Talern. Er zog sich daraufhin nach Großen-Salza zurück, wo er am 31. März 1784 starb.

### Familie
Merian hatte 1757 oder 1759 Anna von Minckwitz geheiratet. Sie war eine Tochter von Caspar Wilhelm von Minckwitz auf Dammelwitz in Schlesien und der Susanna Eleonore von Minckwitz, geboren von Minckwitz aus dem Hause Rehnsdorf. Die Ehe blieb kinderlos.